# Англо-испанская война (1625—1630)
Англо-испанская война 1625—1630 годов (англ. Anglo-Spanish War (1625–1630)) — конфликт между Испанией с одной стороны и Англией в союзе с Республикой Соединённых провинций с другой. Во время войны большая часть боев происходила на море.

## Причины
К середине 1620-х годов между Испанией, в которой правил Филипп IV и Англией, где королём был Яков I, наметились противоречия. В ходе начавшейся Тридцатилетней войны испанская Армия Фландрии под командованием Гонсало Фернандеса де Кордоба вошла в Пфальц, чьим правителем был мятежный Фридрих V, лишив владений его и его жену, Елизавету Стюарт, которая приходилась дочерью Якову I.
Для укрепления отношений между Англией и Испанией фаворит короля Якова, герцог Бэкингем, предложил проект свадьбы принца Уэльского, будущего короля Карла I и Марии Анны, сестры Филиппа IV. Вместе с наследником он отправился в Мадрид для переговоров о свадьбе, однако переговоры были сорваны из-за неподобающего поведения молодых людей и отказа Карла принять католичество, что было обязательным условием для брака.
Вернувшись в Лондон, Карл и Бекингем были настроены воинственно по отношению к Испании и убедили короля, до того придерживавшегося пацифистской политической позиции, созвать новый парламент, который согласился объявить войну Испании и выделил деньги на неё.

## Осада Бреды
В августе 1624 года Армия Фландрии под командованием дона Амброзио Спинолы осадила Бреду. Крепость была сильно укреплена и оборонялась 14000 солдат. Мориц Оранский попытался перерезать линии снабжения осаждающей армии, но потерпел поражение. В феврале 1625 английская армия численностью 7000 человек под командованием Горацио Вера также попыталась прорвать испанскую блокаду, но, понеся значительные потери, отступила. Город был взят испанской армией 2 июня 1625 года после одиннадцатимесячной осады.

## Кадисская экспедиция
В октябре 1625 года англичанами была организована широкомасштабная Кадисская экспедиция, к которой было подготовлено около 100 кораблей и в общей сложности 15 000 моряков и солдат. Запланированная экспедиция должна была достичь нескольких целей: захват испанских кораблей с сокровищами, возвращавшихся из Америки; нападения на испанские города с намерением нанести удар по испанской экономике путем ослабления испанской цепочки снабжения, отправлявшегося на Рейн. Вся экспедиция превратилась в фарс. Английские войска потратили время на захват старого форта, не имеющего особого значения, дав возможность испанцам подготовить Кадис к обороне и вывести торговые суда из залива. В конце концов, Эдвард Сесил, командующий английскими войсками, столкнувшись с истощением продовольствия и боеприпасов, решил вернуться в Англию. В декабре потрепанный флот вернулся домой.

## Сент-Китс и Невис
В 1629 году испанская военно-морская экспедиция под командованием адмирала Фадрике де Толедо была отправлена для борьбы с недавно созданными англо-французскими колониями на карибских островах Сент-Китс и Невис. Эти территории считались Испанской империей своими, поскольку острова были открыты испанцами в 1498 году. К моменту экспедиции английские и французские колонии в этом регионе выросли настолько, что их можно было считать угрозой для испанской Вест-Индии. В результате боя на Сент-Китсе поселения на обоих островах были разрушены, и острова захватили испанцы.

## Окончание войны
С началом Войны за мантуанское наследство, Испания стала стремиться к миру с Англией и в 1629 году организовала обмен послами. 15 ноября был подписан Мадридский договор, положивший конец войне и тем самым восстановивший «статус-кво». Это обернулось дорогостоящим фиаско для Англии, чьи купцы после войны потеряли прибыльные фламандские рынки тканей из-за высоких таможенных пошлин. Неудачный и непопулярный исход конфликта подогрел споры между английской монархией и парламентом.